# A Streak of Yellow
A Streak of Yellow è un cortometraggio muto del 1913 diretto da Edmund Lawrence.  Distribuito in sala dalla General Film Company il 14 aprile 1913, il film era interpretato da Tom Moore e da Alice Joyce.

## Trama
Credendo che Evelyn, la fidanzata, sia rimasta sfigurata in un incidente, Charles Cadwell le scrive una lettera dove le comunica che non può più sposarla e che deve imbarcarsi per l'Europa. Saputo della lettera, Sidney Worthy, innamorato da sempre di Evelyn, si reca da Cadwell per indurlo a scusarsi con la ragazza. I due uomini vengono alle mani e Cadwell è costretto a presentarsi davanti all'ex fidanzata che lo accoglie tutta velata. Si scoprirà alla fine che Evelyn non ha subito danni permanenti dall'incidente e Sidney sarà ricompensato per il suo amore disinteressato.

## Produzione
Prodotto dalla Kalem Company.

## Distribuzione
Distribuito dalla General Film Company, il film - un cortometraggio in una bobina - uscì nelle sale USA il 14 aprile 1913